# Луиза Бурбон-Суассонская
Луиза де Бурбон, мадемуазель де Суассон (фр. Louise de Bourbon-Soissons, 2 февраля 1603, Париж — 9 сентября 1637, Париж) — супруга Генриха Орлеанского, герцога де Лонгвиль. Мать знаменитой Марии де Лонгвиль, герцогини де Немур.

## Биография
Старшая дочь Карла де Бурбона, графа де Суассон и Анны де Монтафье. Её младшая сестра Мария была замужем за Томасом Савойским, принцем Кариньяно, а брат Людовик был последним графом де Суассон. Воспитывалась в аббатстве Фонтевро своей двоюродной бабушкой Элеонорой де Бурбон, бывшей принцессой Оранской.
Мадемуазель де Суассон вышла замуж за Генриха II Орлеанского, герцога де Лонгвиль в Париже 10 апреля 1617 года. У супругов были общие предки: их отцы оба были внуками Франсуа Орлеанского, герцога де Фронсак. Дети:
- Мария (5 марта 1625 — 16 июня 1707), с 1657 года жена Генриха II Савойского, герцога де Немур.
- Луиза (12 июня 1626 — 6 июня 1628)
- ребёнок (19 января 1634 — 20 января 1634)

Умерла в 1637 году. В 1642 году её вдовец женился на другой принцессе крови — мадемуазель де Бурбон, сестре Великого Конде.